# 血细胞
血球又稱(blood cell或hematocyte) ，占血液中的45%，是存在於血液中的细胞，能随血液的流动遍及全身。以哺乳動物來說，血球主要含下列三個部分：
- 红血球：主要的功能是運送氧。
- 白血球：主要扮演了免疫的角色。
- 血小板：主要扮演凝血的角色。